# Jean Baptiste Hippolyte Dance
Jean Baptiste Hippolyte Dance (22 tháng 2 năm 1797, Saint Pal en Chalencon - 18 tháng 4 năm 1832, Paris) là một nhà bệnh học người Pháp được biết đến nhờ miêu tả dấu Dance. Ông là con của một bác sĩ, và học y khoa ở Paris, tốt nghiệp bác sĩ y khoa vào năm 1826. Ông làm việc tại bệnh viện Cochin, và được tuyển làm giáo viên thực tập lâm sàng tại bệnh viện l'Hôtel-Dieu khi ông mất vì bệnh tả vào tuổi 35. Cái chết của ông là đề tài của nhiều ấn phẩm, bao gồm cả dấu chứng y khoa được đặt theo tên ông và những dấu hiệu sớm của co giật tuyến cận giáp xảy ra trong Suy tuyến cận giáp.